# Always (Blink-182-Lied)
Always (englisch für „Immer“) ist ein Lied der US-amerikanischen Punk-Rock-Band Blink-182 aus dem Jahr 2003. Der Song ist die vierte Singleauskopplung ihres fünften Studioalbums blink-182 und wurde am 1. November 2004 als ebendiese veröffentlicht.

## Inhalt
Always ist ein Liebeslied und handelt von der Sehnsucht nach einer geliebten Person aus einer vergangenen Beziehung. Blink-182 singen aus der Perspektive des lyrischen Ichs von Erinnerungen an den Abschied von dieser Person und die gemeinsamen Erlebnisse. So vermissen sie die Berührungen, Küsse und Gefühle und fragen, ob sie es nicht doch nochmal zusammen versuchen wollen. Dabei seien sie auch bereit, ihre Fehler einzugestehen um Streits zu vermeiden.

“So here I am, I’m trying

So here I am, are you ready?

Come on, let me hold you, touch you, feel you, always

Kiss you, taste you, all night, always”

## Produktion
Der Song wurde von dem US-amerikanischen Musikproduzenten Jerry Finn produziert. Als Autoren fungierten Tom DeLonge, Mark Hoppus und Travis Barker von Blink-182. Musikalisch soll das Lied an Werke aus den 1980er-Jahren erinnern.

## Musikvideo
Bei dem zu Always in Australien gedrehten Musikvideo führte Joseph Kahn Regie. Es wurde häufig im Musikfernsehen gespielt und verzeichnet auf YouTube über 106 Millionen Aufrufe (Stand: September 2023). Im Video ist der Bildschirm von oben nach unten dreigeteilt und teilweise leicht zeitversetzt. Es zeigt die drei Bandmitglieder Tom DeLonge, Mark Hoppus und Travis Barker, die alle mit derselben Frau, gespielt von der australischen Sängerin Sophie Monk, eine Affäre haben. Dabei klingeln sie an ihrer Wohnungstür und versuchen, sie für sich zu gewinnen, wobei es zu einem Streit in der Wohnung kommt. Während die ersten beiden von Sophie Monk zurückgewiesen werden, küsst sie sich mit Travis Barker. Später bringen sie ihr Blumen und sitzen auf ihrem Bett, wobei Tom DeLonge ihr die Hose wegzieht und sie ihm eine Backpfeife gibt. Daraufhin versuchen sie erneut die Frau mit Blumen für sich zu gewinnen, doch werden von ihr ignoriert und schließlich aus der Wohnung geworfen. Am Ende öffnet sie nochmal die Haustür und küsst sich mit Travis Barker. Aufgrund der Dreiteilung des Bildschirms verschmelzen die drei Musiker in manchen Szenen zu einer Person.

## Single

### Covergestaltung
Das Singlecover zeigt die Wählscheibe eines alten Telefons, auf deren Tasten sich schwarze Buchstaben und rote Ziffern befinden, die zusammen den Schriftzug Blink 182 ergeben. Rechts oben im Zentrum der Wählscheibe befindet sich der schwarze Titel Always.

### Titellisten
Single
1. Always – 4:12
2. I Miss You (Live in Minneapolis) – 3:58

Maxi
1. Always – 4:12
2. I Miss You (Live in Minneapolis) – 3:58
3. The Rock Show (Live in Minneapolis) – 3:35
4. Always (Video) – 4:12

### Chartplatzierungen
Always stieg am 20. Dezember 2004 auf Platz 96 in die deutschen Singlecharts ein und erreichte am 10. Januar 2005 nochmal Rang 100, bevor es die Charts endgültig verließ. Erfolgreicher war die Single unter anderem mit Position 36 im Vereinigten Königreich und Platz 45 in Australien.
| ChartsChartplatzierungen     | Höchstplatzierung | Wochen |
| ---------------------------- | ----------------- | ------ |
| Deutschland (GfK)            | 96 (2 Wo.)        | 2      |
| Vereinigtes Königreich (OCC) | 36 (4 Wo.)        | 4      |

### Verkaufszahlen und Auszeichnungen
Always wurde im Jahr 2023 im Vereinigten Königreich für mehr als 200.000 Verkäufe mit einer Silbernen Schallplatte ausgezeichnet.

| Land/Region                  | Auszeichnungen für Musikverkäufe (Land/Region, Auszeichnung, Verkäufe) | Verkäufe |
| ---------------------------- | ---------------------------------------------------------------------- | -------- |
| Vereinigtes Königreich (BPI) | Silber                                                                 | 200.000  |
| Insgesamt                    | 1× Silber ·                                                            | 200.000  |

Hauptartikel: Blink-182/Auszeichnungen für Musikverkäufe